# Metbus
Buses Metropolitana S.A., conocida como Metbus, es una empresa chilena de transporte público que actualmente opera 65 recorridos, toda la Unidad de negocio 5 (UN 5) de la Red Metropolitana de Movilidad, servicios 109/n, 110/c, 115, 118, 406, 407, 408/e, 422, 424, 426, 500, B38 y J. Sus servicios corresponden al eje vial  poniente, poniente-oriente, sur y centro del sistema de transporte urbano para la ciudad de Santiago. Es una sociedad anónima cerrada, constituida por capitales chilenos.

## Historia

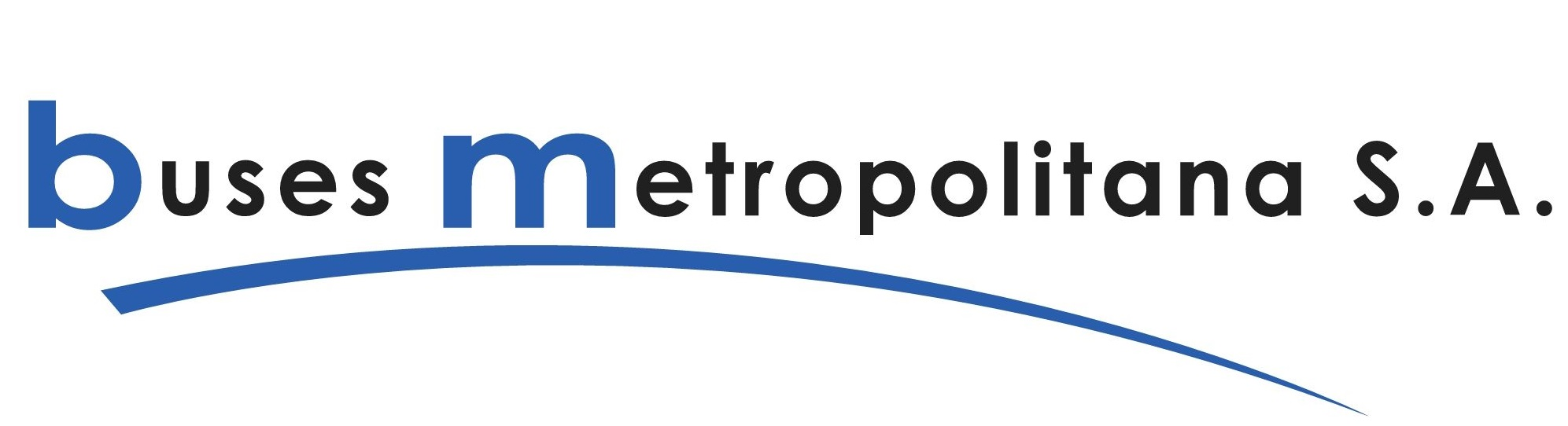
Antiguo logo Buses Metropolitana

Fue fundada el 16 de abril de 2004, en el marco del proceso de licitación del, entonces, nuevo sistema de transporte público Transantiago. En dicha instancia postula a la unidad troncal número 5 (Troncal 5).
A inicios del 2005 logra adjudicarse la unidad a la cual postuló en la mencionada licitación. En el proceso adquiere la operación de una malla de diferentes recorridos provenientes del sistema de las micros amarillas.

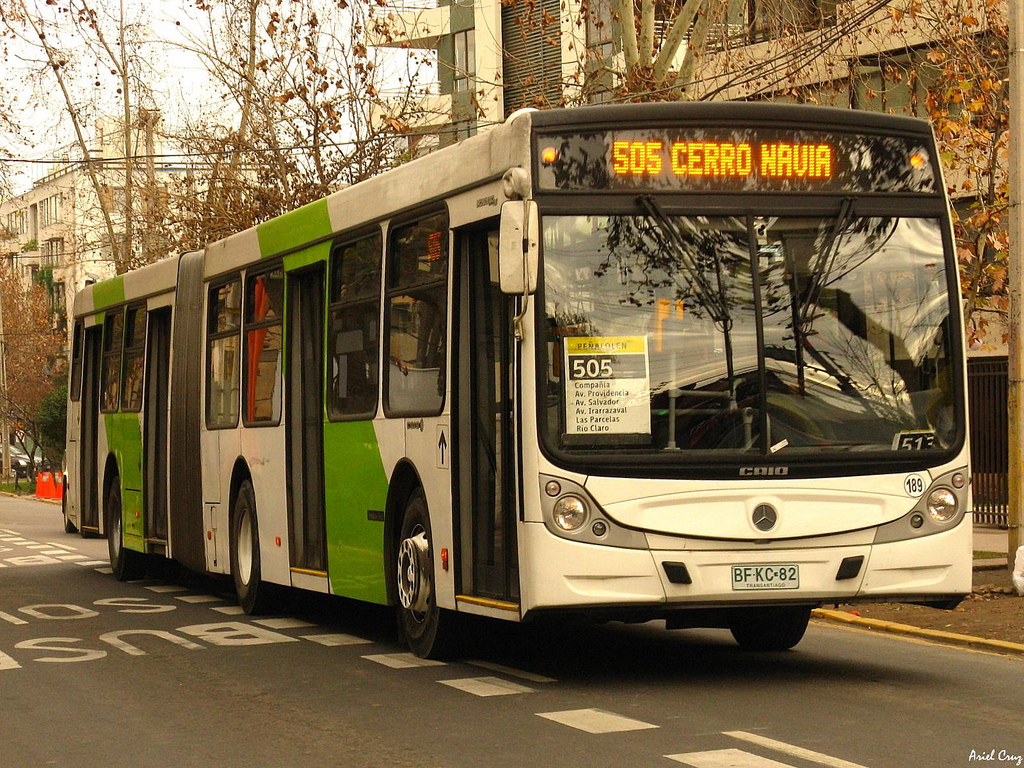
Recorrido 505, Cerro Navia - Las Parcelas operado por Buses Metropolitana

En definitiva, el 22 de octubre de 2005 comienza con la operación de los servicios del antiguo sistema que le fueron asignados. Estos fueron operados hasta el 9 de febrero de 2007.
El 10 de febrero de 2007, pasa a operar los servicios del Troncal 5 que le fueron asignados en la licitación de 2004. En este período se caracterizaba por operar únicamente con buses reacondicionados provenientes del sistema antiguo. Estos estaban numerados desde el 501 al 507 en ese momento.
Sin embargo, en los primeros días de entrada en vigencia el nuevo sistema, la empresa enfrentó cuestionamientos en su operación. Esto fue a raíz de la baja cantidad de buses con los que prestaba sus servicios. Incluso se habló de un boicot por parte de esta empresa, en conjunto con otras, por el origen de sus propietarios los que provenían del sistema antiguo. 
No obstante, en enero del 2008, según un informe del Ministerio de Transportes, Buses Metropolitana, fue catalogada como una de las mejores operadoras del sistema transantiago. Es a partir de ese año en donde la empresa deja de depender de su flota de buses reacondicionados, pasando a tener flota 100 % estándar Transantiago. 
Durante 2011 el ministro de Transportes y Telecomunicaciones Pedro Pablo Errázuriz decide reestructurar el sistema de transporte capitalino. Este cambio consistía en la desaparición de los servicios alimentadores y troncales. El proceso de cambio se concreta el 1 de junio de 2012, donde Buses Metropolitana se adjudica la Zona J, administrada hasta ese entonces por Comercial Nuevo Milenio. De esta manera se conforma la Unidad de negocio 5, cuyo color característico es el turquesa con una franja blanca en medio de los buses.
En 2013, tras la inauguración de un nuevo terminal en el sector Las Palmas en Rio Clarillo de Pudahuel, Buses Metropolitana cambia su imagen corporativa. En dicha instancia pasa a llamarse  Metbus, aunque mantiene el nombre de Buses Metropolitana como razón social. 
Hacia finales de 2016, producto de reasignaciones de servicios, adquiere la operación de los recorridos 416e y 424.

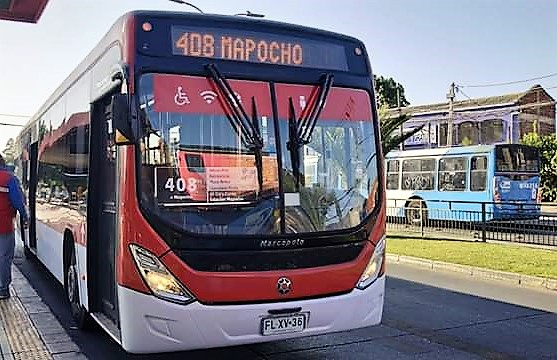
Recorrido 408, Renca - Mapocho operado por Metbus

El 12 de enero de 2019 los servicios 109/n, 110/c, 115, 118 y 408/e comienzan a ser operados por Metbus. Estos fueron traspasados a esta empresa en el marco del término de contrato de Inversiones Alsacia. En la oportunidad el servicio 408 es extendido hasta el terminal El Canelo.
Actualmente maneja 73 recorridos licitados. Es una de las empresas mejor catalogadas del sistema, siendo la segunda empresa con mejor frecuencia y regularidad en sus servicios luego de STP Santiago. Opera solo con buses estándar. Se diferencia de las demás empresas porque sus buses son de color turquesa con franja blanca.

## Terminales
Metbus cuenta con 18 terminales para su flota, ubicados en lugares estratégicos para la operación de sus servicios. En ellos se guardan, limpian y mantienen cada uno de los buses de la empresa. 
Los actuales depósitos tienen la siguiente denominación y ubicación:
- Los Cipreses: Camino El Roble 200, Pudahuel.
- Los Lingues: Río Elquí 9586, Pudahuel.
- Los Sauces: Av. San Pablo 9530, Pudahuel.
- Los Almendros: Av. José Manuel Guzmán 1343, Pudahuel.
- Las Palmas: Río Clarillo 1238, Pudahuel.
- Las Parras: Av. Ventisquero 1540, Cerro Navia.
- Los Rosales: Av. La Estrella 1427, Cerro Navia.
- El Arrayán Florido: Lo Espinoza 3057, Quinta Normal.
- Los Nogales: Av. Américo Vespucio 2076 esq. El Descanso, Maipú.
- Los Acacios: Av. 5 Poniente 01460, Parcelación Los Heroes, Maipú.
- Los Pinos: Aillavilú, Parcela 378 (Villa El Abrazo), Maipú.
- Los Peumos: Rene Olivares Becerra 2940 (Parcela 3), Maipú.
- Las Araucarias: Av. General Oscar Bonilla 6100, Lo Prado.
- Los Aromos: Río Claro 701, Peñalolén.
- Los Espinos: Av. Diagonal Las Torres 2215, Peñalolén.
- Los Maitenes: Av. Diagonal Las Torres 1845, Peñalolén.
- Los Robles: Av. Departamental 7916, Peñalolén.
- Los Abedules: Vital Apoquindo esq. Nueva Bilbao S/N, Las Condes.

## Material rodante
Buses Metropolitana comenzó su operación con una flota compuesta por cerca de 600 buses provenientes del sistema de las micros amarillas. 
Sin embargo, entre noviembre de 2007 y octubre de 2008 la empresa adquirió 218 buses articulados Caio Mondego HA en chasis Mercedes-Benz O-500UA y 296 buses rígidos Caio Mondego H en chasis Mercedes-Benz O-500U. Estos vehículos fueron adquiridos como renovación de la flota más antigua. Entre diciembre de 2009 y mayo de 2010 la empresa adquiere  158 buses rígidos de similares características a los adquiridos en 2007. 
Entre agosto y noviembre de 2012 la empresa ingresa 68 buses rígidos Caio Mondego H en chasis Mercedes-Benz O-500U con tecnología Euro V, por la incorporación de la Zona J a sus operaciones. En el mismo año adquiere 35 buses rígidos similares a los del año 2008 en el remate de la empresa Las Araucarias. A fines del mismo año incorporó un bus modelo Marcopolo Gran Viale sobre chasis Mercedes-Benz O-500U, el cual fue adquirido a Comercial Nuevo Milenio. A este se suman 101 buses Caio Mondego H sobre el mismo chasis. 
Durante el año 2013 la empresa adquiere 91 buses rígidos Caio Mondego H en chasis Mercedes-Benz O-500U BlueTec 5, como forma de ir aumentando la flota de buses para la operación de sus servicios.
Hacia 2014, la empresa compra 47 nuevos buses modelo Caio Mondego H en chasis Mercedes-Benz O-500U BlueTec 5, los cuales vienen con cámaras de seguridad, puertas en ambos lados del bus, mejores asientos y con protección de cabina para el conductor.
A finales del 2015, la empresa adquirió 13 minibuses Caio Foz 2013 en chasis Mercedes-Benz LO-916 Bluetec 5 para renovar flota de sus servicios J. 
En 2016 la empresa adquirió 38 nuevos buses modelo Caio Mondego H en chasis Mercedes Benz O500U BlueTec 5, los cuales vienen con cámaras de seguridad, puertas en ambos lados del bus, mejores asientos y con protección de cabina para el conductor, todo esto para que dichos buses operaran los servicios reasignados 424 y 546e.
Durante 2017 ingresa en convenio con Enel 2 buses eléctricos de la marca BYD modelo eBus K9FE. Estos vehículos son los primeros en utilizar este tipo de tecnología. Operaban preferentemente en el servicio 516.
A fines de 2018 ingresa, nuevamente en convenio con Enel, 100 buses eléctricos BYD eBus K9FE. Estos vehículos operan en los servicios 507c, 516 y 519. Dichos buses portan un color distinto al resto de sus máquinas, son rojos en la parte superior y blancos en la inferior y se enmarcan en el plan «Transporte Tercer Milenio», presentado por las autoridades.
Durante enero de 2019 ingresa a sus filas una flota de 65 buses nuevos modelo Marcopolo Torino Low Entry, versión rígido y articulado, montados sobre chasis Mercedes-Benz O-500U/UA BlueTec 6. Estos vehículos fueron ingresados por el traspaso de servicios de Inversiones Alsacia y al igual que los buses eléctricos son rojos con blanco. Asimismo, ingresa 5 minibuses Caio Foz 2400 chasis Mercedes-Benz LO-916 BlueTec 5 por renovación de flota. En agosto de 2019, nuevamente en convenio con Enel, adquiere 183 buses eléctricos BYD eBus K9FE. Estos vehículos fueron destinados a los servicios 506/e/v, 507 y 510.
En junio de 2020, la empresa adquiere nuevamente una flota de buses nuevos. En esta ocasión adquiere 150 buses eléctricos de similares características a los adquiridos anteriormente. En la misma línea ingresan 84 buses articulados diésel, Marcopolo Torino Low Entry. Estos vehículos fueron destinados a los servicios adquiridos de Express de Santiago Uno, en el marco del término de contrato de esta.
A finales de 2023 adquirió 10 buses eléctricos doble piso. A estos se sumaron 355 buses eléctricos para renovación de flota.
La flota actual está compuesta por:
- 37 minibuses
  - 32 Caio Foz 2400 chasis Mercedes-Benz LO-916 BlueTec 5, adquiridos entre 2015 y 2017, con transmisión automática Allison.
  - 5 Caio F2400, chasis Mercedes-Benz LO-916 BlueTec 5, año 2019 (patentes FLXZ84 a FLXZ88), con transmisión automática Allison.

- 3 midibuses
  - 3 Zhongtong LCK6106EVG (patentes RPYP58, RPYP59 y RPYP60), año 2022, eléctrico. Estándar Red.

- 1169 buses rígidos
  - 184 Caio Mondego H, chasis Mercedes-Benz O-500U, adquiridos entre 2008 y 2012, con transmisión automática ZF Ecomat y Voith.
  - 82 Caio Mondego H, chasis Mercedes-Benz O-500U BlueTec 5, año 2013 y 2014, con transmisión automática Voith.
  - 84 Caio Mondego H, chasis Mercedes-Benz O-500U BlueTec 5, adquiridos entre 2014 y 2016, transmisión automática Voith. Buses con puertas a ambos lados.[19]
  - 1  Caio Mondego II, Mercedes-Benz OC-500LE BlueTec 6 (patente FLXT93) , adquirido en febrero de 2017, con transmisión automática ZF Ecolife. Bus con puertas en ambos lados.[20]
  - 2 BYD eBus K9FE (patentes HYKK32 y HYKK33), año 2017, eléctrico. Estándar Red.[13]
  - 34 Marcopolo Torino Low Entry, chasis Mercedes-Benz O-500U BlueTec 6, año 2019, transmisión automática Voith. Estándar Red.
  - 424 BYD K9FE, adquiridos entre 2018 y 2020, eléctricos. Estándar Red.[14][15][16]
  - 1 King Long XMQ 6127G eTech (patente LJPX10), año 2019, eléctrico. Estándar Red.
  - 2 Foton eBus U12 SC (patentes RYPP13 y RYPP22), año 2022, eléctrico. Estándar Red.
  - 355 BYD K9KA, año 2023, eléctricos. Estándar Red.[18]

- 273 buses articulados
  - 160 Caio Mondego HA, chasis Mercedes-Benz O-500UA, adquiridos entre 2007 y 2008, con transmisión automática ZF Ecomat y Voith.
  - 112 Marcopolo Torino Low Entry, chasis Mercedes-Benz O-500UA BlueTec 6, adquiridos entre 2019 y 2020, transmisión automática Voith. Estándar Red.[11]
  - 1 BYD B18C01 (patente SPHF15), año 2023, eléctrico. Estándar Red.

- 10 buses doble piso
  - 10 BYD B12C01, año 2023, eléctrico. Estándar Red.[17]

A estos buses se suman tres unidades que funcionaron a modo de pruebas en servicios seleccionados por la autoridad. Estos vehículos son los siguientes:
- 1 Alexander Dennis Enviro 500 (patente FLXT45), chasis Trident E500 con motor Cummins ISL EPA 2013 y transmisión automática Allison. Operó a modo de prueba en el recorrido 424c entre el 8 de marzo y el 15 de abril de 2017, siendo traído a Chile a préstamo por el fabricante para demostraciones en marco de la nueva licitación del sistema.[21]
- 1 Citaro C2 (patente FLXV11), chasis Mercedes-Benz O-530 BlueTec 6, con transmisión automática ZF-Ecolife. Operó a modo de prueba  en el recorrido 501 desde el 29 de septiembre hasta el 20 de octubre de 2017, siendo traído a Chile por Kaufmann.[22]
- 1 BYD K11M (patente FLXZ83), año 2017. Bus eléctrico articulado. Operó en modo de prueba durante dos meses en el servicio 516. Estándar Red.[23]

## Recorridos
Metbus durante su existencia ha operado diferentes recorridos, los cuales pertenecieron a las Micros amarillas y actualmente al Transantiago. En las Micros amarillas operó una malla de servicios que le fueron asignados de acuerdo a su contrato de concesión, los que operó desde el 22 de octubre de 2005 hasta el 9 de febrero de 2007 en las distintas fases de esta primera etapa. Dentro del sistema Transantiago, actual Red Metropolitana de Movilidad, tuvo a su cargo todos los servicios de buses correspondientes al Troncal 5. Estos los operó desde el 10 de febrero de 2007 al 31 de mayo de 2012. A partir de esa fecha adquiere los servicios J operados por Comercial Nuevo Milenio, conservando sus servicios anteriores, en la UN 5.

### Primera etapa Transantiago
El sábado 22 de octubre de 2005 comenzó sus operaciones Buses Metropolitana al hacerse cargo de varios recorridos de las micros amarillas, los cuales operó completamente con buses provenientes del antiguo sistema. Durante esta etapa del sistema Transantiago, específicamente en las fases 1A, 1B y 1C, la empresa adquirió de forma paulatina los recorridos que le fueron asignados.
A continuación, se detalla la malla de recorridos que tuvo Buses Metropolitana durante la primera etapa de implementación del Transantiago. Estos servicios funcionaron de manera exclusiva con buses reacondicionados:
| Recorrido | Inicio        | Fin              |
| --------- | ------------- | ---------------- |
| 116       | Angelmó       | Vespucio Norte   |
| 132       | Macul         | Renca            |
| 133       | Macul         | Renca            |
| 206       | Cerro Navia   | Lo Barnechea     |
| 207       | Vitacura      | Cerro Navia      |
| 214       | Peñalolén     | Las Viñitas      |
| 218       | Peñalolén     | El Montijo       |
| 220       | Las Viñitas   | Peñalolén        |
| 224       | Pudahuel      | Fleming          |
| 225       | Pudahuel Sur  | Colon Oriente    |
| 227       | Pudahuel      | La Reina         |
| 236       | Quinta Normal | Manquehue        |
| 237       | Quinta Normal | Bilbao           |
| 247       | Cerro Navia   | Peñalolén        |
| 300       | Pudahuel      | Quilicura        |
| 302       | Quilicura     | Lo Errázuriz     |
| 303       | Vivaceta      | Maipú            |
| 305       | Cerro Navia   | Conchalí         |
| 308       | Pudahuel      | Recoleta         |
| 309       | Pudahuel      | Lo Barnechea     |
| 318       | Peñalolén     | Quilicura        |
| 328       | Recoleta      | La Reina         |
| 335       | Cerrillos     | Peñalolén        |
| 338       | Villa Francia | Ñuñoa            |
| 356       | Pudahuel Sur  | Las Torres       |
| 358       | Cerrillos     | La Florida       |
| 367       | La Florida    | Estación Central |
| 372       | Cerro Navia   | La Florida       |
| 373       | Cerro Navia   | La Florida       |
| 376       | Puente Alto   | Lo Prado         |
| 382       | Villa Francia | Ramón Cruz       |
| 392       | Lo Sierra     | Peñalolén        |
| 406       | Peñalolén     | Quinta Normal    |
| 412       | Recoleta      | La Reina         |
| 418       | Renca         | Irarrázaval      |
| 422       | Cerro Navia   | Peñalolén        |
| 433       | Peñalolén     | Villa Versalles  |
| 602       | Maipú         | Colón            |
| 607       | Renca         | El Parral        |
| 614       | Cerrillos     | Las Condes       |
| 616       | Maipú         | Zapadores        |
| 618       | Tobalaba      | Maipú            |
| 622       | Pudahuel      | El Peñon         |
| 662       | Montijo       | Colón Oriente    |

### Transantiago

#### Troncal 5
Metbus operaba los servicios correspondientes al Troncal 5, a partir del 10 de febrero de 2007 y hasta el 31 de mayo de 2012. Con el paso de los años varios de ellos se han incorporado y eliminado desde entonces. A continuación una lista de los servicios que operaba en este período:
| Recorrido | Inicio             | Fin               |
| --------- | ------------------ | ----------------- |
| 501       | Parque Bustamante  | Vital Apoquindo   |
| 502       | Cerro Navia        | Tabancura         |
| 502c      | Cerro Navia        | Santiago          |
| 503       | Av. La Estrella    | Vital Apoquindo   |
| 503c      | Pudahuel           | Mercado Central   |
| 503v      | José Joaquín Pérez | Vital Apoquindo   |
| 504       | ENEA               | Hospital Dipreca  |
| 505       | Cerro Navia        | Las Parcelas      |
| 506       | Maipú              | Peñalolén         |
| 506e      | Maipú              | Peñalolén         |
| 506v      | Villa El Abrazo    | Peñalolén         |
| 507       | ENEA               | Av. Grecia        |
| 507c      | Parque O'Higgins   | Peñalolén         |
| 508       | ENEA               | Av. Las Torres    |
| 509       | Maipú              | Mapocho           |
| 510       | Los Héroes         | Río Claro         |
| 511       | Estación Central   | Peñalolén         |
| 513       | Costanera Sur      | José Arrieta      |
| 514       | Centro             | San Luis de Macul |
| 515n      | Centro             | San Luis de Macul |

### Red Metropolitana de Movilidad
En junio del 2012, se renovó su contrato, donde mantiene sus recorridos 500 y se adjudica los servicios J. De esta manera, todos sus buses que tenían el corte de color blanco con franja verde, tuvieron que ser pintados a turquesa con franja blanca. Esta medida se realizó para identificar por colores a cada empresa.
No obstante, a contar del 3 y 5 de diciembre del 2016 se le reasignan los servicios 424 y 416e respectivamente en donde el último se renumera a 546e.
El marco del término de contrato de Inversiones Alsacia, adquiere desde el 12 de enero de 2019 los servicios 109/n, 110/c, 115, 118 y 408/e.

#### Unidad de negocio 5
Los servicios actuales, ordenados según codificación para el usuario, son: Algunos recorridos operan con  buses nuevos de color blanco y rojo exclusivamente, aunque se pueden observar en diferentes servicios de la empresa.

##### Servicios 100
| Recorrido | Inicio          | Fin          |
| --------- | --------------- | ------------ |
| 109       | Renca           | Maipú        |
| 109n      | Plaza Italia    | Maipú        |
| 110       | Renca           | Maipú        |
| 110c      | Lo Echevers     | Pudahuel Sur |
| 115       | Villa El Abrazo | Los Héroes   |
| 115c      | Villa el Abrazo | Cerrillos    |
| 118       | Maipú           | La Florida   |

##### Servicios 400
| Recorrido | Inicio                    | Fin                  |
| --------- | ------------------------- | -------------------- |
| 406       | Pudahuel                  | Cantagallo           |
| 407       | Enea                      | Las Condes           |
| 408       | Renca                     | Mapocho              |
| 408e      | Renca                     | Mapocho              |
| 422       | Población Teniente Merino | La Reina             |
| 424       | Pudahuel Sur              | Universidad de Chile |
| 426       | Pudahuel                  | La Dehesa            |

##### Servicios 500
| Recorrido | Inicio             | Fin                   |
| --------- | ------------------ | --------------------- |
| 501       | Parque Bustamante  | Fleming               |
| 502       | Cerro Navia        | Cantagallo            |
| 502c      | Cerro Navia        | Santiago              |
| 503       | Av. La Estrella    | Vital Apoquindo       |
| 504       | El Tranque         | Hospital Dipreca      |
| 505       | Cerro Navia        | Peñalolén             |
| 506       | Maipú              | Peñalolén             |
| 506e      | Maipú              | Peñalolén             |
| 506v      | Villa El Abrazo    | Peñalolén             |
| 507       | Enea               | Av. Grecia            |
| 507c      | Parque O'Higgins   | Peñalolén             |
| 508       | Av. Mapocho        | Av. Las Torres        |
| 509       | Maipú              | Mapocho               |
| 510       | Pudahuel Sur       | Río Claro             |
| 511       | Cerro Navia        | Peñalolén             |
| 513       | El Montijo         | José Arrieta          |
| 514       | Enea               | San Luis de Macul     |
| 514c      | Salvador           | San Luis de Macul     |
| 516       | Pudahuel Sur       | Las Parcelas          |
| 517       | José Joaquín Pérez | Peñalolén             |
| 518       | José Joaquín Pérez | Bilbao                |
| 519       | Alameda            | Av. Grecia            |
| 541n      | El Tranque         | Colón                 |
| 542       | Cerro Navia        | Cantagallo            |
| 546e      | Villa El Abrazo    | Vitacura              |
| 555       | Pajaritos          | Intermodal Aeropuerto |

##### Servicios B
| Recorrido | Inicio                | Fin        |
| --------- | --------------------- | ---------- |
| B38       | Hospital Félix Bulnes | Huamachuco |

##### Servicios J
| Recorrido | Inicio              | Fin                    |
| --------- | ------------------- | ---------------------- |
| J01       | Pudahuel Sur        | Quinta Normal          |
| J01c      | Carrascal           | San Pablo              |
| J02       | Enea                | ULA                    |
| J03       | El Montijo          | República              |
| J04       | Neptuno             | La Alianza             |
| J05       | ULA                 | El Montijo             |
| J06       | Pudahuel            | Pajaritos              |
| J07       | Pudahuel            | Noviciado              |
| J07c      | Pudahuel            | Lo Boza                |
| J07e      | Pudahuel            | Noviciado              |
| J08       | Pudahuel Sur        | Lo Franco              |
| J10       | San Daniel          | Parque de Los Reyes    |
| J11       | Lomas de Lo Aguirre | Pajaritos              |
| J12       | Pajaritos           | Ciudad de Los Valles   |
| J13       | Estación Central    | El Montijo             |
| J13c      | San Pablo           | El Montijo             |
| J15c      | La Alianza          | Neptuno                |
| J16       | Cerro Navia         | Estación Central       |
| J17       | Pajaritos           | Puerto Santiago        |
| J18       | Enea                | San Pablo              |
| J18c      | El Tranque          | San Pablo              |
| J19       | Pudahuel Sur        | Quinta Normal          |
| J20       | Pudahuel            | El Montijo             |
| J22       | Pajaritos           | Praderas de Lo Aguirre |